# 八代市立第二中學校
八代市立第二中學校位在日本熊本縣八代市上日置町，是一間由八代市設立的中學校。

## 歷史
- 1947年4月 - 設置八代市立太田鄉中學校，為八代市立第二中學校的前身。
- 1949年4月 - 改名稱為八代市立第一中學校。
- 1950年4月1日 - 再度改名為八代市立第二中學校，也是現在的校名。

## 外部連結
- 八代市立第二中學校網站